# Suchý želatinový proces

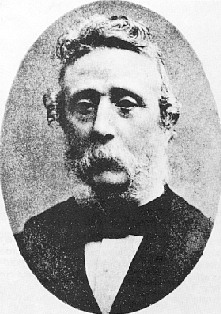
Dr. Richard Leach Maddox, vynálezce suchého želatinového procesu

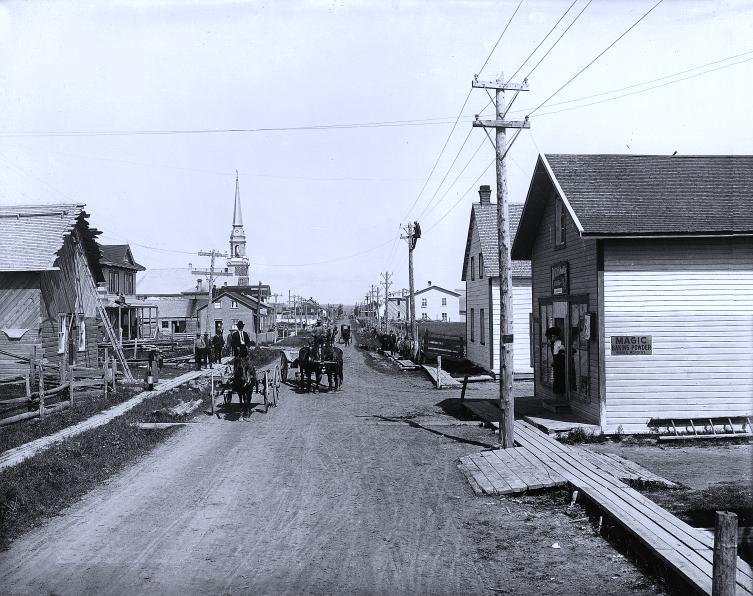
Saint-Bruno Lac-Saint-Jean, suchý želatinový proces, 1906

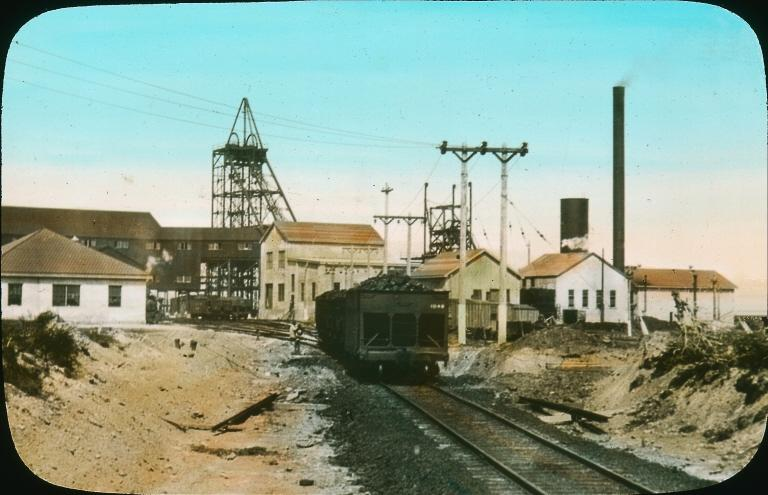
Uhelný důl, Glace Bay, Nové Skotsko, okolo 1930, suchý želatinový proces, stříbrné soli a transparentní inkoust na skleněné desce, 8 x 10 cm

Suchý želatinový proces je historický fotografický proces, který vynalezl Richard Leach Maddox v roce 1871. Tento vynález přinesl do fotografického průmyslu lehké bromostříbrné suché želatinové desky.

## Úvod
Suchý proces nahradil mokrý kolodiový proces, který vynalezl v roce 1851 Frederick Scott Archer. Tyto obrázky vyžadovaly světelné expozici pouze 2 až 3 sekundy, desky však musely být zcitlivené na určitý expoziční čas a zpracovány co nejrychleji a ještě mokré.
Příchod suchého procesu byl důležitým momentem pro usnadnění a rozvoj fotografování. Maddox nahradil těžké mokré kolodiové desky za suché želatinové, které nevyžadovaly mobilní temnou komoru.
Když si všiml, že jeho zdraví ovlivňují „mokré“ kolodiové páry, začal hledat náhradu. Navrhl v roce 1871 časopisu British Journal of Photography článek, ve kterém popisoval senzibilizující chemické sloučeniny bromid kademnatý a dusičnan stříbrný, kterými pokryl skleněnou desku s želatinou, transparentní látkou používanou pro výrobu cukrovinek. Charles Bennett byl první, kdo vyrobil a nabídl první želatinové suché desky k prodeji, dlouho předtím, než se začala používat emulze na celuloidový svitkový film.
Výhody suchých desek byly zřejmé: fotografové krajináři mohli používat komerční suché desky, místo toho aby si připravovali vlastní emulze v mobilní temné komoře. Negativy nemusely být vyvolány okamžitě. Poprvé v historii se mohla velikost fotoaparátů zmenšit tak, aby se vešly „do ruky“, nebo dokonce schovat.
I když nevlastnil na proces patent, obdržel Maddox v roce 1901 od Královské fotografické společnosti medaili za pokrok. Zemřel v chudobě v roce 1902.

## Historie
Bromostříbrné Maddoxovy desky byly zpočátku méně citlivé než kolodiové, ale jejich rozhodující výhoda byla v tom, že byly suché. To využil George Eastman a po vylepšení celého procesu zavedl roku 1880 jejich výrobu. Tyto desky se ve fotografických ateliérech udržely až do 2. poloviny 20. století. Při fotografování v exteriéru měly jednu nevýhodu – při každém snímku bylo nutné vyměnit desku. Tento nedostatek pomohl odstranit americký vynálezce Hannibal Goodwin, který roku 1887 vynalezl film, nový podkladový materiál pro fotografickou emulzi. Jeho vynález pak roku 1889 Eastman využil při výrobě svitkových filmů do svých přístrojů značky Kodak, které začal ihned vyrábět.
V roce 1888 firma Eastman Dry Plate Company v Rochestru ve státě New York vyrobila přenosný fotoaparát značky Kodak.
Proces vylepšil vynálezce a chemik Josef Maria Eder.
Velkým odborníkem na suchý proces byl William Bell (1830 Anglie – 1910 USA), který se zúčastnil průzkumné expedice George Wheelera, jejímž úkolem bylo mapování americké země na západ od 100. poledníku. Během výpravy pořídil celou řadu velkoformátových snímků a stereofotografií krajin v poměrně neprozkoumané oblasti poblíž řeky Colorado River ve státech Utah a Arizona. Během expedice experimentoval se suchým želatinovým procesem, který velmi dobře ovládal. Používal dva fotoaparáty – velkoformátový fotoaparát o rozměrech desky 28x20 cm a kameru o rozměrech 20 x 13 cm pro stereofotografie. Krajinářské fotografie v jeho díle zastupují například: Grand Canyon, Marble Canyon, řeka Paria River, Mount Nebo a stará mormonská sídla v Mona v Utahu. Psal odborné články o technice na téma želatinových emulzí využití pyrogallolu k získání zlata z odpadních roztoků, a vyvolávání isochromatických desek.
Masovému rozvoji černobílé fotografie už nestálo nic v cestě. Do této doby lze také datovat i velmi důležitý posun v použití fotografií jako historického záznamu. Kratší expozice a větší mobilita fotoaparátu zvýšily spontánnost fotografie, což značně rozšířilo množství objektů, které mohly být fotografovány.
V roce 1947 byl Edwinem Herbertem Landem představen tzv. instantní film, který proslavil firmu Polaroid Land Company. Princip „polaroidu“ spočíval v tom, že ve fotoaparátu je negativ vyvolán chemikálií uvolněnou ihned po expozici, takže snímek je hotový okamžitě.